# Zwarte Garde
De Zwarte Garde (Russisch: Чёрная гвардия, Tsjornaja gvardija) waren gewapende groepen van arbeiders die werden gevormd na de Oktoberrevolutie en voor de Derde Russische Revolutie. Zij vormden de belangrijkste strijdkrachten van de anarchisten. Hun naam is afgeleid van een van hun belangrijkste leiders Lev Tsjerni. Ze ontstonden in het najaar van 1917 in Oekraïne onder leiding van de anarchistische partizanenleidster Maria Nikiforova en werden in januari 1918 ook in Moskou opgericht door verschillende groepen. Die van Moskou stonden onder leiding van Lev Tsjerni en bestonden uit ongeveer 1000 man. Zij vormden de basis voor het Zwarte Leger dat vocht tijdens de Russische Burgeroorlog tegen het Rode Leger (communisten), het Witte Leger (anticommunisten, oud tsaristische officieren) en het Groene Leger (veelal Oekraïense nationalisten van Symon Petljoera).
De bolsjewieken gebruikten het uitstel van het Verdrag van Brest-Litovsk om hun links-georiënteerde critici aan te pakken. In de nacht van 12 april 1918 viel de Tsjeka (geheime politie) de 26 anarchistische centra in Moskou aan, inclusief Het Huis van Anarchie (het zwaarst bewaakt door de Zwarte Garde), het gebouw van de Moskouse Federatie van anarchisten. De Zwarte Gardisten zorgden echter voor gewapende weerstand. Hierop ontstond een grote veldslag op de Malaja-Dimitrovkastraat. Ongeveer 40 anarchisten werden hierbij gedood of gewond en ongeveer 500 van hen werden gevangengenomen.
Toen de Derde Russische Revolutie uitbrak op 6 juli 1918, hadden de Zwarte gardisten opnieuw de beschikking over ongeveer 1000 man. Ze organiseerden toen bankovervallen en oproeren. Kort daarop ontstond een golf van oproeren in het land en werden een aantal prominenten gedood als Moisej Oeritski en V. Volodarski en werd een aanslag gepleegd op Vladimir Lenin (door Fanny Kaplan). Deze zaken leidden uiteindelijk tot de Rode Terreur, waarbij meer dan 10.000 mensen werden gedood en 70.000 gevangengezet (het begin van de Goelag).

## Trivia
De Zwarte Garde is niet gerelateerd aan de Zwarte Honderd (reactionaire tsaristische beweging tegen de revolutionairen in het begin van de 20e eeuw).
De Zwarte Garde is eveneens de naam van een antisemitische organisatie die in februari 1938 in Antwerpen ontstond. Hun partijblad heette "Het anti-Joodsch Front"